# Римско насеље Леусинијум у Панику
Римско насеље Леусинијум у Панику је водом Билећког језера прекривен археолошки локалитет у општини Билећа, Република Српска, БиХ. Оно што вековима није могло да збрише природа херцеговачке земље урадила је то зачас вода Билећког језера која је пре више од пола века, као вештачка акумулација тадање електопривреде СФР Југославије, загосподарила овим простором, укључујући и археолошки локалитет некадашњег римског насеља Леуснијум.  Потопљен је терен на којем су се налазили многобројни археолошки надгробни споменици изузетне научне и културно-историјске вредности. Брана од 123 метра затворила је природни проток реке Требишњице, а њене укроћене воде преплавиле су површину од 33 квадратна километра и направиле огромно језеро од Билеће до Гранчарева испод којег су остала насеља Паник, Орах, Чепелица, Задубље и Мируше са засеоцима. Заједно са селима, вода је потопила и споменике прошлости: гробља, путеве и цркве.

## Историјат настанка насеља
На ширем простору данашње Босне и Херцеговине у време постојања Римске републике (30. г. п. н. е.— 640. г. н. е.) владало је низ римских заповедника са овлашћењима промагистрата који су водили ратове са непомиљивим илирским домородцима. Са успостављањем система принципата, Октавијан Август реорганизовао је провинцијску управу, што је подразумиевало и илирске области динарског појаса и панонског басена које су у Августово доба унесене у римски државни и империјални оквир.
У прво време постојала је само једна провинција под именом Илирик која обухвата широко подручје од обала Јадранског мора све до средњег Дунава. Након великог Илирског устанка (6 — 9. г.н.е), настала је подела јединствене провинције Илирик на две нове провинције – највећи део простора данашње Босне и Херцеговине нашао се у оквирима провинције Горњи Илирик, који ће се деценијама касније назвати Далмација.
Начина живота на простору Горњег Илирика био је условљен развојем економије и доласка ислужених војника, и оснивањем латифундија – у смислу постојања и развоја великих земљишних поседа, и рустичних вила које су представљале објекте или скуп објеката изван или нешто даље од града и задовољавале основне   стамбене и господарске функције и друге потребе њихових власника. Овакво имање било је комплексна пољопривредна јединица на чијем је челу стајао управик – villicus. У различитим епохама дошло је до издвајања појединих делова имања у у којима су стваране раскошне палате – villa urbana, са великим портицима (тремовима), нимфејима и перистилима – двориштима.
На основу археолошких налаза претпоставља се да је комплекс грађевина на Драчевој страни настао крајем и почетком 2. века, док је градска вила на Црквини изграђена крајем 3. и почетком 4. века. Изнад римских грађевина, датираних у доба императора Публија Лицинија Галијена (253—268) , пронађена је мала старохришћанска црква, изграђена у 6. веку, са нешто касније иза саграђеном још једном старохришћанском црквом око које се сахрањивано становништво.
Један гранични натпис указује да су у долини Требишњице у 1. веку постојали велики поседи италске патрицијске породице Vesii. Фрагменти фресака и мозаика сведоче да је на овом римском локалитету у 3. веку била присутна хришћанска симболика, иако је у том раздобљу хришћанство било забрањена вера. Могуће је да су власници поседа били Христови следбеници пре него што је хришћанство у Римском царству признато за државну и званичну веру. Поменути археолошки налази значајни су зато што представљају најраније откривене траговехришћанства у Босни и Хрцеговини па и на Балкану.
У модерној историографији сматра се да је поред Леусинијума пролазила траса римске комуникације са десне на леву обалу Требишњице. О постојању моста на Требишњици у римско доба сведочи топономастика и један епиграфски извор. Према наводима мештана села темељи римског моста могу се видети на месту Мостине при ниском водостају реке. Постојање моста потврђује и већ поменути гранични натпис уклесан у живу стену изнад Манастира Косијерева, пронађен 1959. године.

## Историјат истраживања локалитета
Предуслови који су утицала на почетак и ток истраживања
Крајем 50-их година 20. века у јавности су се појавиле прве информације о плану да се потопи долина Требишњице, чиме би се створила највећа домаћа акумулација – Билећко језеро чија би водена снага требало да покреће турбине Хидроелектране Требишњица.
Дефинитивно воде Хидроелектране Требишњица испуниле су заувек долину реке и археолошки локалитет фебруара 1968. године.
Прва системска истраживања
Систематска археолошка истраживања овог локалитета почела су 1957. године, када је истраживачка екипа Земаљског музеја из Сарајева обишла археолошко налазиште локалитета данашњег Паника, које је тада идентификовано као римско насеље Леусинијум.
| „ | Истовремено у долину Требишњице пожурили су да стигну научници археолози и историчари. Хтјели су испитати сакрива ли долина ријеке нешто од наше историјске и културне баштине. Под условом да сакрива и да је то вриједно били су ријешени да се то открије и спаси. Тада се знало за само три објекта: за чувени Манастир Добрићево и исто тако познати Манастир Косијерево у долини ријеке и за Арсланагића мост, данас Перовића мост у Горици више Требиња, на тлу друге помоћне акумулације. Изузимајући на десетине средњовјековних стећака, надгробних споменика православних Срба, за друге објекте није се знало, или су сазнања била недовољна и непотпуна. | ” |

Завод за заштиту споменика културе БиХ и Земаљски музеј у Сарајеву побринуће се да се долина Требишњице опсежно претражи, пре него долина буде претворена у велико језеро.
Систематска археолошка истраживања почела су већ 1957. године, када је истраживачка екипа Земаљског музеја из Сарајева обишла археолошко налазиште локалитета данашњег Паника, идентификованог као римско насеље Леусинијум.
Током 1959. године организована су мање пробно копање као и детаљан преглед терена у организацији Завичајног музеја у Требињу, у коме су учествовали Љубинка Којић, управник музеја и Илија Пушић, кустос музеја у Херцег Новом.
Пробна ископавања извршена су и наредне 1960. године у истом саставу. Тада је утврђено да се римска насеобина протезала у окружењу од 20 хектара.
Наредна истраживања локалитета Паник почела су током 1967. године, упућиваљњм у долину Требишњице, из Земаљског музеја вишег научног сарадника, једног од најутицајнијих и у европским земљама по научним радовима признатог археолога др Ирму Чремошника.
За релативно кратко вријеме уз скромна средства којима ке 60-тих година 20. века располагао Завичајни музеј Требиња, прва археолошка открића наговестила су да се ради о значајном археолошком налазишту. Готово на самој површини, под веома танким слојем земље и камена откривене су контуре староримског насеља за које доктор Ирма Чремошник каже да су по величини до тог открића била највећа пронађена у Босни и Херцеговини.
„Асуанаки проблем” настао у току истраживања
Како је долини Требишњице била предвиђена за вештачко језеро — за археологе је настала нека врста „асуанског проблема“ додуше у малом, али ипак проблем. Наиме, приликом изградње највеће бране на свијету на ријеци Нил у Египту код града Асуана, археолози су у веома кратком временском року морали изместити и тако спасити велико културноисторијско насљеђе древног Египта. И тих година, у долини Требишњице, морало се пожурити са истраживањима, како би се до споменика дошло пре воде која је требало да испуни и локалитет римског насеља.

## Открића
Након првих ископавања откривена је велика луксузно грађена зграда коју су археолози означили „U-згарда“, због тога што се њена три крила групишу око једног четвртастог врта, око кога су били тремови који су овезивали у јединствену целину остале зграде.
У једном ос крила луксузне грађевине откривени су сачувани остаци великог купатила (терме) са централним гријањем, у другом луксузне просторије које су служиле за пријеме и организовање свечаности, са врло раскошним мозаицима који приказују Орфеја са животињама и Музом. Према мишљењу струке откривени мозаици спадају међу најлепше мозаике пронађе на тлу Италије.
На локалитетима Драчева страна, Прло, Парежи пронађени су и други објекти, храмови, гробнице, остаци римског пута, фрагменти керамике, стубови, фрагменти млина за прераду пољопривредних производа.
На основу остатака у Панику археолози су закључили да је велика луксузна грађевина била намењена искључиво за становање.